# Französische Frauenfußballmeisterschaft 1980/81
Die französische Frauenfußballmeisterschaft 1980/81 war die siebte Ausspielung dieses Titels nach der offiziellen Anerkennung des Frauenfußballs durch den Fußballverband Frankreichs im Jahr 1970. Die vergleichbaren Wettbewerbe zwischen den Weltkriegen blieben weiterhin inoffiziell, zumal sie von einem reinen Frauensportverband organisiert worden waren.
Die Meisterschaft 1980/81 – eine frankreichweite höchste Liga gab es vor 1992 nicht – wurde in einer Mischung aus Gruppenspiel- und K.o.-Modus ausgetragen; für die Teilnahme an der landesweiten Endrunde mussten sich die Frauschaften zuvor auf regionaler Ebene qualifizieren. Die Vorjahresmeisterinnen von Stade Reims konnten ihren Titel nicht verteidigen; stattdessen gewannen die Reimser Dauerrivalinnen dieser Jahre, die AS Étrœungt, beim dritten Aufeinandertreffen der beiden Teams in einem Endspiel auch ihre dritte französische Meisterschaft.

## Vorrunde
Seit der vorangegangenen Spielzeit war der Modus verändert und die eigentliche Endrunde gestrafft worden. Zunächst wurde in sechs Ligen à acht Frauschaften in einer doppelten Punkterunde mit Hin- und Rückspielen jeweils ein Regionalmeister ermittelt. Diese sechs Gruppensieger wurden im Halbfinale auf zwei Dreiergruppen aufgeteilt, in denen jeder Verein in einer Begegnung gegen jeden anderen antrat, so dass alle Teams ein Heim- und ein Auswärtsspiel hatten. Bei Punktgleichheit – es galt die Zwei-Punkte-Regel – gab die bessere Tordifferenz den Ausschlag. Die beiden Gruppenersten qualifizierten sich direkt für das Finale, das in nur einer Begegnung und zudem auf neutralem Platz ausgetragen wurde. Im Falle eines unentschiedenen Spielausgangs kam es nicht zu einer Verlängerung, sondern die Meisterinnen wurden in einem Elfmeterschießen ermittelt.
In den verwendeten Quellen sind keine einzelnen Ergebnisse oder Tabellen der sechs regionalen Ligen zu finden, lediglich Teilnehmer und Gruppensieger (hierunter fett gedruckt) werden genannt:
- Norden: AC Abbeville, US Crépy-en-Valois, AS Étrœungt, US Fécamp, US Grauves, Fémina OS Hem, Olympique Hénin-Beaumont, AS Sault-lès-Rethel
- Mitte: AO Boran-sur-Oise, SA Issoudun, ES Juvisy-sur-Orge, AS Moulins, US Orléans, Paris Saint-Germain, VGA Saint-Maur, EC Tours
- Osten: FC Baldersheim, US Foug, FC Metz, AS Nancy, Stade Reims, ASPTT Strasbourg, AS Valentigney, FC Vendenheim
- Südosten: ES Arpajon, SC Caluire Saint-Clair, US Cannes-Bocca, FC Lyon, Olympique Marseille, AS Romagnat, RC Saint-Étienne, ASPTT Toulon
- Südwesten: FCE Arlac, FC Bergerac, ASPTT Bordeaux, US Colomiers, FC Langon, AS Muret, Olympique Royan, AS Soyaux
- Westen: SO Châtellerault, ES La Chevallerais, AS Gagnerie, SC Le Rheu, US Montfaucon, Stade Quimper, FC Rochefort, dazu entweder Ploufragan oder der benachbarte CS Saint-Brieuc (zwischen den Quellen strittig)

## Halbfinal-Gruppen

### Gruppe A
|                | AS Étr | FC Lyo | VGA StM |
| AS Étrœungt    |        | 1:0    | :       |
| FC Lyon        | :      |        | 2:0     |
| VGA Saint-Maur | 1:1    | :      |         |

| Pl. | Verein         | Sp | G | U | V | Tore | Pkte. |
| --- | -------------- | -- | - | - | - | ---- | ----- |
| 1.  | AS Étrœungt    | 2  | 1 | 1 | 0 | 2:1  | 3:1   |
| 2.  | FC Lyon        | 2  | 1 | 0 | 1 | 2:1  | 2:2   |
| 3.  | VGA Saint-Maur | 2  | 0 | 1 | 1 | 1:3  | 1:3   |

### Gruppe B
|               | St. Qui | St. Rei | AS Soy |
| Stade Quimper |         | :       | 0:2    |
| Stade Reims   | 4:0     |         | :      |
| AS Soyaux     | :       | 0:1     |        |

| Pl. | Verein        | Sp | G | U | V | Tore | Pkte. |
| --- | ------------- | -- | - | - | - | ---- | ----- |
| 1.  | Stade Reims   | 2  | 2 | 0 | 0 | 5:0  | 4:0   |
| 2.  | AS Soyaux     | 2  | 1 | 0 | 1 | 2:1  | 2:2   |
| 3.  | Stade Quimper | 2  | 0 | 0 | 2 | 0:6  | 0:4   |

## Endspiel
Das Finale fand am 31. Mai 1981 in Bischwiller statt.
| AS Étrœungt – Stade Reims | 1:1 (0:0) 5:4 i. E. |

Aufstellungen
- Étrœungt: Sandrine Colombier – Gendre (40. Mercier), Marie-Noëlle Warot, Gentric, Dufrane – Vin, Marie-Noëlle Degardin, Isabelle Flament – Férez, Chantal Prouveur, Chantal Pani
Trainer: Daniel Bertrand
- Reims: Danielle Vatin – Corinne Baudette, Dormois, Claude Bassler, Rachèle Vilarinho (66. Moine)  – Myriame Olejnik, Véronique Roy, Pigeon – Nicole Abar, Élisabeth Loisel, Isabelle Musset
Trainer: Pierre Geoffroy

Tore
0:1 Abar (48.)

1:1 Gentric (52.)

Die Torschützinnen des Elfmeterschießens sind nicht bekannt.